# Glassboro
Glassboro è un comune (borough) degli Stati Uniti d'America, situato nello stato del New Jersey, nella contea di Gloucester.
Glassboro ha avuto un momento di particolare notorietà nella stampa internazionale quando, dal 23 al 25 Giugno 1967, ha ospitato un incontro tra il presidente degli Stati Uniti Lyndon Johnson e il premier sovietico Alexei Kosygin per concordare bilateralmente la riduzione del sistema missilistico anti balistico.
La cittadina di Glassboro era stata prescelta come sede dell'incontro, perché equidistante da Washington (capitale degli Stati Uniti) e New York (sede permanente delle Nazioni Unite).
Nonostante dall'incontro di Glassboro non si sviluppò alcun accordo ufficiale, all'epoca lo spirito amichevole dell'incontro stesso creò una notevole risonanza mondiale sia da parte dei favorevoli che interpretavano in questo la fine della guerra fredda, sia da parte dei contrari che ravvisavano la dissoluzione degli ideali fondatori dell'Unione Sovietica.